# 올라 토이보넨
닐스 올라 토이보넨(스웨덴어: Nils Ola Toivonen, 1986년 7월 3일 ~ )은 스웨덴의 은퇴한 축구 선수로 공격형 미드필더이자 스트라이커로 활약했다.
자신의 고향 클럽 데게르포르스 IF에서 자신의 경력을 시작한 후, 그는 2007년 시즌 전에 말뫼 FF에 의하여 계약이 맺어지기 전에 외리뤼테 IS를 위하여 알스벤스칸에서 시간을 보냈다. 말뫼와 2개의 시즌을 보내며 2008년 14개의 리그 골과 함께 돌파한 그는 2009년 1월 네덜란드의 클럽 PSV 에인트호번에 입단하였다. 토이보넨은 2.5백만 유로가 렌으로 옮길 때까지 PSV에서 5개와 절반의 시즌을 위하여 남아있으면서 KNVB컵을 우승하였다. 리그 1에서 렌과 성공적인 마력 후에 토이보넨은 툴루즈를 위하여 정장하는 데 2016년 프랑스로 돌아오기 전에 프리미어리그에서 선덜랜드를 대표하였다.
2007년 스웨덴을 위하여 완전한 국제 경력을 시작한 그는 조국을 위하여 60개 이상의 캡을 벌었고, UEFA 유로 2012와 2018년 FIFA 월드컵에서 스웨덴 대표팀의 일부였으며 후기의 토너먼트 후에 은퇴하였다.

## 클럽 경력

### 초기 경력
부친 이료는 핀란드에서 태어나 공장에서 일하러 데게르포르스로 이주하였다. 토이보넨은 데게르포르스 IF에서 자신의 경력을 시작하여 수페레탄으로부터 위탁을 피하는 데 2005년 그들의 캠페인에 연루되었다.
그러고나서 그는 외리뤼테 IS와 그들의 감독 조란 루키치에 의하여 사들여졌다. 외리뤼테에서 처음이자 단 하나의 시즌은 슬프게 끝났다. 루키치 감독은 해고를 당하였고, 클럽은 알스벤스칸에서 마지막으로 와 수페르탄으로 위탁되었다. 2006년 11월 그는 해마다 열리는 스웨덴 축구 시상식에서 "올해의 신인 선수" 상을 수상하였다.

### 말뫼 FF
그는 곧 1.1 백만 달러 이상 가치의 이적에 말뫼 FF와 4년 계약을 맺었다. 그는 말뫼의 사상 두번째로 가장 비싼 선수가 되었다 (브라질의 아폰수 알베스 만이 클럽이 또한 외리뤼테로부터 2004년 그를 대략 1.3 백만 달러를 위하여 데려왔을 때 말뫼에 더많은 돈을 들였다). 말뫼에서 토이보넨의 첫 시즌인 2007년에 클럽은 알스베스칸에서 9위를 하였고, 토이보넨은 3개의 골을 득점하였다. 2008년 시즌은 말뫼를 위하여 다소 나아져 6위를 하였고, 이 일은 토이보넨을 위하여 순수한 돌파였다. 27개의 경기에서 그는 7개의 보조는 물론 14개의 골을 득점할 수 있었다. 이 일은 어떤 프리미어리그와 에레디비시 클럽들, 가장 두드러지게 웨스트햄 유나이티드와 PSV 에인트호번의 주의를 끌어들였다.

### PSV 에인트호번

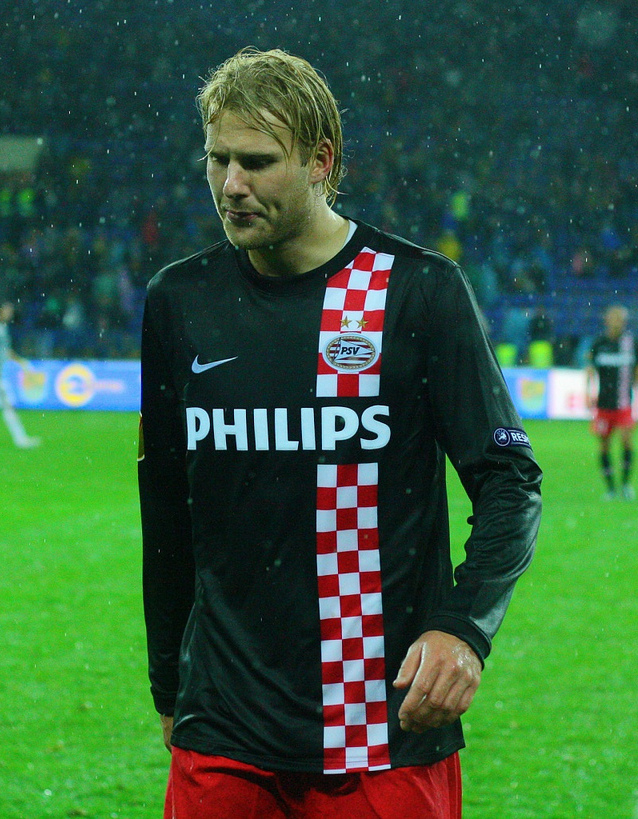
PSV 에인트호번 활약 시절의 토이보넨 (2010년)

토이보넨은 2009년 초순에 PSV 에인트호번과 함께 계약을 맺었다. 이적료는 어떤 출처에 의하면 3.5 백만 유로, 다른 출저들에 의하면 4.5 백만 유로였다. 2개의 매치를 위하여 자신을 꺾은 FC 폴렌담을 상대로 2월 매치에서 레드카드를 받았다. 네덜란드에서 그의 전반기는 토이보넨이 자신의 새로운 클럽을 위하여 14개의 출연에서 6개의 골을 득점한 것을 보았다.
11월 8일 토이보넨은 ADO 덴하흐를 상대로 5 대 1의 우승에 5개의 골 중에 4개를 득점하였으며 경기의 첫 42분에 혼자서 3점을 땄다. 에레디비시에서 그의 첫 완전한 시즌은 매우 성공적을 증명하여 빠르게 적응하면서 13개의 골을 득점하였다.

#### 2010년 ~ 11년 시즌
2010년 8월 7일 새 시즌의 첫 경기가 시작하였고, PSV가 SC 헤이렌베인을 향하는 데 아버 렌스트라 스타이온으로 나아간 것을 보았다. 토이보넨은 올란도 엥헬라르가 3번째 골을 추가하기 전에 2개의 후반전 골을 스트라이크 시켜 편안한 3 대 1의 승리를 확보하는 도움을 주었다. 그해 8월 14일은 토이보넨이 PSV를 위하여 그의 2번째로 혼자서 해트트릭 네트에 찬 것을 보았으며 더 흐라프스합에 6 대 0의 우승에 3개의 골을 득점하였다. 그는 자신의 팀이 에레디비시 랭킹에 처음으로 올라가는 도움을 준 9월 11일 NEC 네이메헌을 상대로 3 대 1의 우승에 3번째 골을 추가하였다. 10월 24일은 그의 팀이 필립스 스타디온에서 라이벌 팀 페예노르트에 추억적인 10 대 0의 우승을 기록한 것을 보았다. 토이보넨은 후반전에서 6개 중에 첫 골을 득점하였다. 12월 4일 토이보넨은 헤라클레스 알멜로에 5 대 0의 우승에 자신의 계정에 2개의 골을 추가하였다.
겨울 휴식에 이어 PSV의 두번째 복귀에서 토이보넨은 빌럼 II 틸뷔르흐를 상대로 2 대 1의 우승에 동등한 골을 네트에 찼다. 2011년 2월 20일 한달 후에 토이보넨은 PSV가 에레디비시의 정상에 뚜렷하게 2개의 포인트를 이동한 것을 본 NAC 브레다를 상대로 4 대 1의 홈구장 우승에서 3번째 골을 득점하였다. 4월 10일 SC 헤이렌베인을 상대로 중대한 경기는 토이보넨이 팀으로 복귀하는 것을 보았다. 그는 벤치에 시작하여 자카리아 라비아드를 위하여 77번째 분의 보결 선수로서 나왔다. 토이보넨은 파업 경기에 깊이 빠져들어간 PSV의 두번째 골을 득점하여 2 대 2 무승부를 확보하였다. 4월 24일 PSV는 더 쿠이프에서 페예노르트를 상대로 활약하는 데 로테르담으로 떠났다. 시즌의 첫 만남에서 10 대 0으로 부끄럽게 패한 후, 페예노르트는 3 대 0으로 우승하면서 응답하였고, 토이보넨은 부런스를 위하여 단 하나의 골을 득점하여 PSV의 타이틀 희망들을 끝냈다. 2010년 ~ 11년 캠페인은 토이보넨이 PSV를 위하여 15개의 에레디비시 골과 3개의 유로파 리그 골을 득점한 것을 보아 그를 주자크 벌라주의 뒤로 시즌의 클럽에서 두번째로 지도적인 득점 선수로 만들었다.

#### 2011년 ~ 12년 시즌
스트라이크 파트너 주자크 벌라주가 러시아 프리미어리그의 안지 마하치칼라에 입단하러 PSV를 떠나면서 토이보넨은 새로운 시즌을 위하여 채워져 더 많은 골과 공헌하는 데 요구되었다. 8월 21일 토이보넨은 PSV의 ADO 덴하흐에 3 대 0의 우승에서 자신의 시즌 첫 골을 득점하였다. 그는 유로파 리그의 예선 단계에서 오스트리아 분데스리가의 일단 SV 리트에 자신의 팀의 5 대 0 타작에 또다른 골과 함께 이 노력을 계속하였다. 토이보넨이 버팀대를 감으면서 함께 PSV와 그는 8월 28일 자신들이 엑셀시오르를 6 대 1로 쳐부수면서 자신들의 풍부한 골 득점 형성을 지속하였다.

#### 2012년 ~ 13년 시즌
부상들의 이유로 토이보넨은 자신이 8번이나 득점한 것에 17개 만의 출연을 이루었다. 시즌의 말기에 PSV는 토이보넨이 2014년의 여름에 만기될 자신의 계약을 연장시키는 데 거부하면서 그를 팔기를 원하였다. 노리치 시티 FC는 선수에 흥미를 보였으나 토이보넨이 클럽의 의견에서 너무 오랫동안 어리둥절한 후에 같은 나라 사람 요한 엘만데르를 오히려 좋아하였다.

#### 2013년 ~ 14년 시즌
이적이 실패한 후 PSV와 토이보넨이 둘다 만족스럽지 않았어도 토이보넨은 자신이 한번 득점한 것에 14개의 출연을 이루었다. 겨울 휴식에서 PSV는 토이보넨이 시즌의 후반기에 PSV를 위하여 단 하나의 매치를 활약하지 않을 것을 공고하였다. 클럽과 선수는 둘다 해체하기를 원하였다.

### 스타드 렌
2014년 1월 20일 토이보넨이 2.5 백만 유로의 이적료를 위하여 렌으로 팔렸다는 것이 공고되었다.

#### 선덜랜드로 임대
2015년 8월 28일 토이보넨은 시즌 내내 프리미어리그의 선덜랜드에 입단하여 PSV에서 자신의 전 감독 딕 아드보카트와 함께 연결되었다. 이어진 날에 그는 애스턴 빌라에서 리 캐터몰을 위하여 하프 타임 교체 선수로서 자신의 데뷔를 이루었고 2 대 2의 무승부에서 자신의 전 PSV 동료 선수 예레마인 렌스의 동점을 보조하였다. 9월 22일 맨체스터 시티에게 4 대 1로 패한 리그컵의 3 라운드에서 토이보넨은 자신의 첫 골을 득점하였다.

### 툴루즈
2016년 8월 4일 토이보넨은 프랑스의 클럽 툴루즈 FC를 위하여 계약을 맺었다.

### 멜버른 빅토리
2018년 8월 31일 그가 A리그의 멜버른 빅토리와 계약을 맺었다는 것이 공고되었다.
클럽에서 자신의 첫 시즌에 토이보넨은 17개의 골 (그 중에 15개는 A리그에서 네트로 들어가 득점)의 복귀와 함께 전체의 경연을 가로질러 26개의 출연을 이루었다. 이 일은 토이보넨이 2019년 빅토리 메달 시상식의 밤에 TAC 빅토리아 골든부트를 수상한 것으로 이끌었다. 그는 또한 시즌의 A리그 팀으로 임명되는 데 단 하나의 멜버른 빅토리 선수였다.
2019년 9월 30일 2019년 ~ 20년 캠페인에 앞서 토이보넨은 2015년 ~ 19년 사이에 주장직을 보유한 칼 발레리를 대체한 빅토리의 새로운 팀 주장으로 임명되었다. 2020년 5월 토이보넨은 무료 이적에 자신의 전 클럽 말뫼 FF로 돌아가는 데 계약 연장을 거절한 것으로 보고되었다.

### 말뫼 FF로 복귀
6월 8일 토이보넨은 2.5년 계약에 말뫼 FF 선수로서 공식적으로 공고되었다. 2020년 11월 8일 토이보넨은 말뫼 FF가 21번째로 스웨덴의 우승 팀이 되는 도움을 주는 데 IK 시리우스를 상대로 4 대 0의 우승에서 3번째 골을 득점하여 자신의 처음이자 마지막 타이틀을 우승하였다.

## 국제 경력

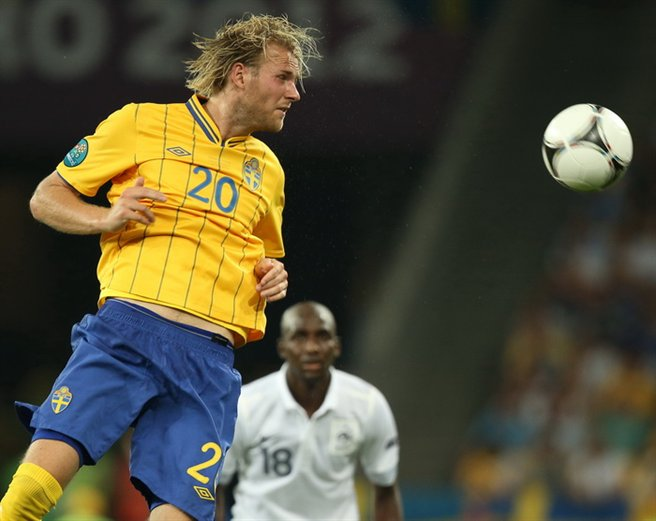
UEFA 유로 2012 프랑스와 조별 경기에서

2007년 8월 21일 그는 4 대 3의 친선 패배에서 웨일스 U21을 상대로 스웨덴 U21을 위하여 해트트릭 (2개의 페널티 포함)을 득점하였다. 그는 스웨덴에서 열린 2009년 유러피언 챔피언십에서 U21 국가대표팀의 일원이었고, 이탈리아 U21, 세르비아 U21을 상대로 3회, 그리고 토이보넨이 두번째 골을 득점하면서 3 대 0에서 3 대 3으로 내려간 컴백으로 공헌한 잉글랜드 U21을 상대로 화려한 프리킥을 득점하였다.
토이보넨의 완전한 국제 데뷔는 2007년 1월 14일 스웨덴이 베네수엘라에게 2 대 0으로 패했을 때 왔다.
남아프리카공화국에서 열리는 FIFA 월드컵으로 이어지는 스웨덴은 5월 29일 친선 경기에서 보스니아 헤르체고비나를 상대로 경기를 가졌다. 스웨덴이 스트라이커 즐라탄 이브라히모비치 없이 있으면서 토이보넨은 출발 정렬에 포함되었다. 토이보넨은 44번째 분에서 오프닝 골을 득점하여 하프 타임에 스웨덴에게 선두를 주었다. 이 골은 국제 수준에서 토이보넨의 첫 골이었다. 블랙번 로버스의 수비수 마르틴 올손이 후반전에서 한 쌍을 득점하여 스웨덴을 4 대 2의 우승으로 이끌었다. 2010년 8월 11일 토이보넨은 스톡홀름 로순다 스타디온에셔 열린 스코틀랜드를 상대로 친선 경기에서 국가대표팀 편을 위하여 시작하였다. 토이보넨은 자신의 두번째 국제 골로 55번째 분에 스웨덴의 3번째 골을 움켜집어 홈팀을 위하여 3 대 0의 우승을 거두는 도움을 주었다.
2018년 5월 그는 러시아에서 열리는 2018년 FIFA 월드컵을 위하여 스웨덴의 23명 선수단에 임명되었다. 6월 23일 그는 독일에게 2 대 1의 패배에서 매치의 첫 골을 득점하였다. 그해 8월 토이보넨은 국제 축구로부터 자신의 은퇴를 공고하였다.

## 개인 생활
토이보넨은 엠마와 결혼하여 2명의 자녀 - 셀마와 닐스를 두었다.

## 영예

### 클럽

#### PSV
- KNVB컵 (2011년 ~ 12년)
- 요한 크라위프 스할 (2012년)

#### 말뫼 FF
- 알스벤스칸 (2020년)

### 국제적

#### 스웨덴 U21
- UEFA U-21 축구 선수권 대회 동메달 (2009년)

### 개인적
- 올해의 스웨덴 신인 선수 (2006년)
- 시즌의 A리그 팀 (2018년 ~ 19년)
- TAC 빅토리아 골든부트 상 (2019년)

### 기록
- 스웨덴 U-21 최고 득점 선수 - 13 골 (카를로스 스트란베리와 수준)